# Апинис, Эдгар Петрович
Эдгар Петрович А́пинис (латыш. Edgars Apinis; 5 апреля 1902, Рига, Российская империя — 30 марта 1957, Рига, СССР) — латышский советский политический и государственный деятель. Председатель Верховного Совета Латвийской ССР (1956—1957).

## Биография
Латыш. С 1919 года — член партии большевиков. Участник гражданской войны. В 1919—1926 — политработник и командир РККА. С 1926 по 1941 год — на партийной работе. В 1941 В. Апинис был секретарём Валкского районного комитета ВКП (б). Затем, до 1945 года — вновь политработник в Красной Армии.
С 1945 по 1951 — секретарь Рижского городского комитета ВКП (б). С 1951 по 1952 — Председатель Рижского Исполнительного Комитета депутатов трудящихся, в 1952—1956 — первый секретарь Рижского городского комитета КП Латвии. Депутат Верховного Совета Латвийской ССР. С 1956 до 30 марта 1957 года — Председатель Верховного Совета Латвийской ССР.
Похоронен на кладбище Райниса в Риге.